# Princeton, Massachusetts
Princeton är en kommun (town) i Worcester County i Massachusetts. Orten har fått sitt namn efter prästen Thomas Prince. Vid 2010 års folkräkning hade Princeton 3 413 invånare.